# Wet arbeidsmarkt in balans
De Wet Arbeidsmarkt in Balans (in het kort: WAB) is een Nederlandse wet in formele zin die bedoeld is om de balans op de arbeidsmarkt te verbeteren. Het gaat hierbij onder andere over de positie van zelfstandigen, de verplichtingen van werkgevers in verband met arbeidsongeschiktheid en ziekte en het stimuleren van een duurzame ontwikkeling. De inwerkingtredingsdatum van deze wet is 1 januari 2020. De invoering had gevolgen voor de ketenregeling, het ontslagrecht, de transitievergoeding, oproepcontracten, de premie voor de WW en payrolling.

## Achtergrond WAB
De vormgeving van de arbeidsmarkt anno 2019 knelde in de visie van Kabinet-Rutte III voor werkgevers en werknemers. Het systeem van arbeidsverhoudingen slaagde er volgens haar onvoldoende in om werkgevers en werknemers te ondersteunen bij het aangaan van een arbeidsrelatie die aansluit bij hun behoeften en de aard van het werk. Door de kosten en risico’s die verbonden zijn aan het vaste contract zouden werkgevers vaak terughoudend zijn om werknemers in vaste dienst te nemen. Voor werkenden zijn volgens het kabinet de kansen op de arbeidsmarkt ongelijk verdeeld, waarbij het perspectief op een vast contract voor kwetsbare groepen op de arbeidsmarkt vaak ver weg zou zijn.
Het doel van het voorstel is om de kosten- en risicoverschillen tussen contractvormen te verminderen, zodat flexibel werk wordt gebruikt waar de aard van het werk daarom vraagt en niet alleen omdat het een kostenvoordeel oplevert. Negatieve effecten van specifieke vormen van flexibele arbeid, zoals onzekerheid over werk en inkomen en afwenteling van kosten en risico’s, worden beperkt of beprijsd. Ook beoogt de regering het aangaan van een vast contract aantrekkelijker te maken voor werkgevers, zodat voor werkenden meer perspectief op zekerheid ontstaat. Daarom zijn in dit wetsvoorstel voorstellen gedaan om de wetgeving op het terrein van flexibele arbeid en het ontslagrecht te herzien. Bovendien wordt het aanbieden van een vast contract aantrekkelijker gemaakt door de WW-premie voor vaste contracten lager vast te stellen dan voor tijdelijke contracten.
In veel opzichten kan de WAB als ‘reparatiewet’ van de Wet Werk en Zekerheid (WWZ) worden gezien op het terrein van het ontslagrecht. Zo kregen werknemers vanaf aanvang van het dienstverband aanspraak op een transitievergoeding (in plaats van na 24 maanden), introduceerde de WAB een extra ontslaggrond, de zogenoemde ‘i-grond’ en werd de ketenregeling verruimd (van twee jaar naar drie jaar). Ook kregen oproepkrachten meer bescherming en werd via WW-premiedifferentiatie een financiële prikkel geïntroduceerd om meer vaste contracten te sluiten.

## Compensatieregeling transitievergoeding
Met de inwerkingtreding van de WAB kunnen werkgevers vanaf 1 april 2020 gebruik maken van de compensatieregeling transitievergoeding langdurige arbeidsongeschiktheid (kortweg: compensatieregeling transitievergoeding of CRTV). Het is een Nederlandse regeling uit de WAB die het voor werkgevers mogelijk maakt, als na beëindiging van de arbeidsovereenkomst in verband met langdurige arbeidsongeschiktheid van de werknemer een (transitie)vergoeding is betaald, een verzoek in te dienen voor compensatie bij het UWV. Dit kan ook met terugwerkende kracht bij dienstverbanden die zijn geëindigd vanaf 1 juli 2015. Op 1 april 2020 treedt de regeling in werking 

## Transitievergoeding
Er zal vanaf het begin van de arbeidsovereenkomst voorzien worden in een recht op transitievergoeding. Dit leidt ertoe dat iedere werknemer, ongeacht de duur van de arbeidsovereenkomst, een transitievergoeding krijgt wanneer de arbeidsovereenkomst wordt beëindigd of niet wordt voortgezet op initiatief van de werkgever.

#### Hoogte
De berekening van de transitievergoeding is met inwerkingtreding van de WAB vereenvoudigd. Er is opgenomen dat de transitievergoeding per jaar dat de arbeidsovereenkomst heeft geduurd een derde bruto maandsalaris bedraagt en dat de berekening van de hoogte van de transitievergoeding over overige delen van het dienstverband naar rato zal plaatsvinden.

##### Rekenvoorbeeld (vanaf 1 januari 2020)
Bij de berekening van de transitievergoeding is de eerste stap om deze te berekenen over de hele dienstjaren. Voor de resterende duur van de arbeidsovereenkomst en voor arbeidsovereenkomsten die korter dan een jaar duren, wordt de transitievergoeding naar rato berekend. Daarvoor kan de volgende formule worden gehanteerd:
1. De werknemer krijgt 1/3 maandsalaris per heel dienstjaar vanaf de eerste werkdag;
2. De transitievergoeding over het resterende deel van de arbeidsovereenkomst wordt berekend volgens de formule: (bruto salaris ontvangen over resterende deel arbeidsovereenkomst / bruto maandsalaris) x (1/3 bruto maandsalaris /12 ) Deze formule wordt ook gebruikt voor het berekenen van de transitievergoeding als de arbeidsovereenkomst korter dan een jaar heeft geduurd.

## Oproepkrachten
Vanaf 1 januari 2020 moeten werkgevers oproepkrachten die langer dan twaalf maanden bij hen in dienst zijn, een aanbod doen voor een vast aantal uren, ter hoogte van het gemiddelde over de twaalf maanden ervoor.
Ook moeten werkgever sinds 2020 oproepkrachten minstens vier dagen van tevoren oproepen voor werk. Als de werkgever een oproep binnen 4 dagen afzegt, heeft de oproepwerknemer recht op loon over de uren waarop hij was opgeroepen.

## Payrolling
Met de inwerkingtreding van de WAB zijn er een aantal zaken grondig gewijzigd op dit terrein.
Payrollwerkgevers moeten zorgen dat payrollwerknemers vanaf 1 januari 2020 dezelfde arbeidsvoorwaarden krijgen als medewerkers die werken bij het bedrijf waar de payrollwerknemer werkt (en pensioen sinds 1 januari 2021). Werkgevers die medewerkers via een uitzend- of payrollbedrijf inhuren, moeten dat bedrijf informeren over welke arbeidsvoorwaarden voor de eigen medewerkers worden gehanteerd.

## WW-premie
Werkgevers betalen vanaf 1 januari 2020 een hogere WW-premie voor werknemers in flexibel contract. Voor werknemers met een vaste contract betaalt de werkgever een lagere WW-premie. Het is verplicht om in de loonaangifte de juiste WW-premie af te dragen.

## Ketenregeling
Sinds 2020 kunnen werkgever en werknemer maximaal drie tijdelijke contracten in maximaal drie jaar (36 maanden) sluiten. Het volgende contract is dan automatisch een vast contract (de ketenregeling). Tot en met 31 december 2019 was het door de WWZ mogelijk om drie tijdelijke contracten in maximaal twee jaar aan te gaan.
Ook kan de tussenpoos (tijd tussen contracten) bij cao worden verkort tot drie maanden bij tijdelijk terugkerend werk (niet beperkt tot seizoensarbeid), dat maximaal negen maanden per jaar kan worden gedaan.
Verder is sinds 2020 in de wet een uitzondering opgenomen voor invalkrachten in het basis- en speciaal onderwijs. Invalkrachten die op tijdelijke basis een zieke leraar vervangen,  krijgen na meerdere tijdelijke contracten niet automatisch meer een vast contract. Dit hoeft niet meer in de cao te staan.

## Cumulatiegrond
De WAB introduceerde in aanvulling op het gesloten ontslagstelsel met acht ontslaggronden een extra ontslaggrond in artikel 7:669 lid 3, aanhef en onder i, de zogenoemde ‘i-grond’. Dit betreft een cumulatiegrond, op grond waarvan meerdere onvoldragen ontslaggronden (zoals verwijtbaar handelen en een vertrouwensbreuk) gezamenlijk toch tot ontslag kunnen leiden.
Een kantonrechter kan in geval van toewijzing van een ontbindingsverzoek op de i-grond een aanvullende vergoeding toewijzen die op kan lopen tot de helft van de transitievergoeding.

## Kritiek
In september 2021 berichtten analisten van ABN Amro dat de WAB een averechts effect had en zijn doel was voorbijgeschoten. Vooruitlopend op de invoering wezen werkgevers flexwerkers massaal de deur om te voorkomen hen een contract te moeten aanbieden. In totaal verloren 77.000 van de 1,5 miljoen flexarbeiders hun werk vanwege de wet, een groot deel vóór de invoering ervan. Vooral de zwaksten op de arbeidsmarkt, laagopgeleiden en jongeren zouden zijn getroffen, groepen die moeilijker weer aan werk kwamen tijdens de coronacrisis, waaronder met name jonge vrouwen – bijna 62.000 – omdat vooral in sectoren waar zij werkzaam waren (thuiszorg, kinderopvang, winkels) vele banen verdwenen. Het merendeel heeft ‘waarschijnlijk de arbeidsmarkt verlaten’. De 16.000 mannen die hun baan kwijtraakten, kwamen gemakkelijker weer in aan het werk. Er zou ‘anekdotisch bewijs’ zijn dat dit mede te maken heeft met zwangerschapsdiscriminatie door werkgevers. De heengezonden flexwerkers zouden waarschijnlijk niet één op één vervangen zijn door vaste contracten. Bedrijven schakelden veel meer zzp’ers in, deels weer dezelfde flexwerkers. 
Op 26 mei 2023 stuurde de (toenmalige) minister van Sociale Zaken en Werkgelegenheid een onderzoek naar waterbedeffecten van arbeidsmarktbeleid aan de Kamer toe. Uit dit onderzoek blijkt dat het Nederlandse ontslagrecht in vergelijking tot Duitsland, Frankrijk, Italië en Spanje als ‘stringent’ kan worden aangemerkt, ondanks de versoepelingen in de WWZ en de WAB. Ook blijkt dat het versoepelen van het ontslagrecht niet per se tot meer vaste contracten leidt. Wel tot meer dynamiek. De groep zonder arbeidsovereenkomst komt moeilijk de arbeidsmarkt op, terwijl de groep met een arbeidsovereenkomst deze minder (snel) verlaat. Het onderzoek toont volgens Houweling verder aan dat verlaging van de ontslagbescherming tot minder flexibele contracten leidt. Het dereguleren van flexibele arbeidsrelaties heeft een direct effect op meer gebruik van flexibele arbeidskrachten (en minder vast personeel).
Het onderzoek toont ook aan dat fiscale maatregelen van invloed zijn. Fiscaal beleid is van invloed op verschuivingen tussen werknemers en zelfstandigen, met name als de overheid het verschil vergroot tussen de belastingen en sociale premies voor beide groepen.